# غورسفيد (فيروزكوه)
غورسفيد (بالفارسية: گورسفید) هي قرية تقع في Poshtkuh Rural District في إيران. يقدر عدد سكانها بـ 210 نسمة بحسب إحصاء 2016.